# Igreja Protestante Neerlandesa
A Igreja Protestante Neerlandesa ou Igreja Protestante nos Países Baixos – IPPB (em neerlandês:  Protestantse Kerk in Nederland – PKN) é a maior denominação protestante dos Países Baixos. Foi constituída em 8 de maio de 2004, por meio da unificação da Igreja Reformada Neerlandesa, Igrejas Reformadas Neerlandesas e da Igreja Evangélica Luterana no Reino dos Países Baixos.
A denominação está em longo processo de declínio no número de membros.

## Doutrina

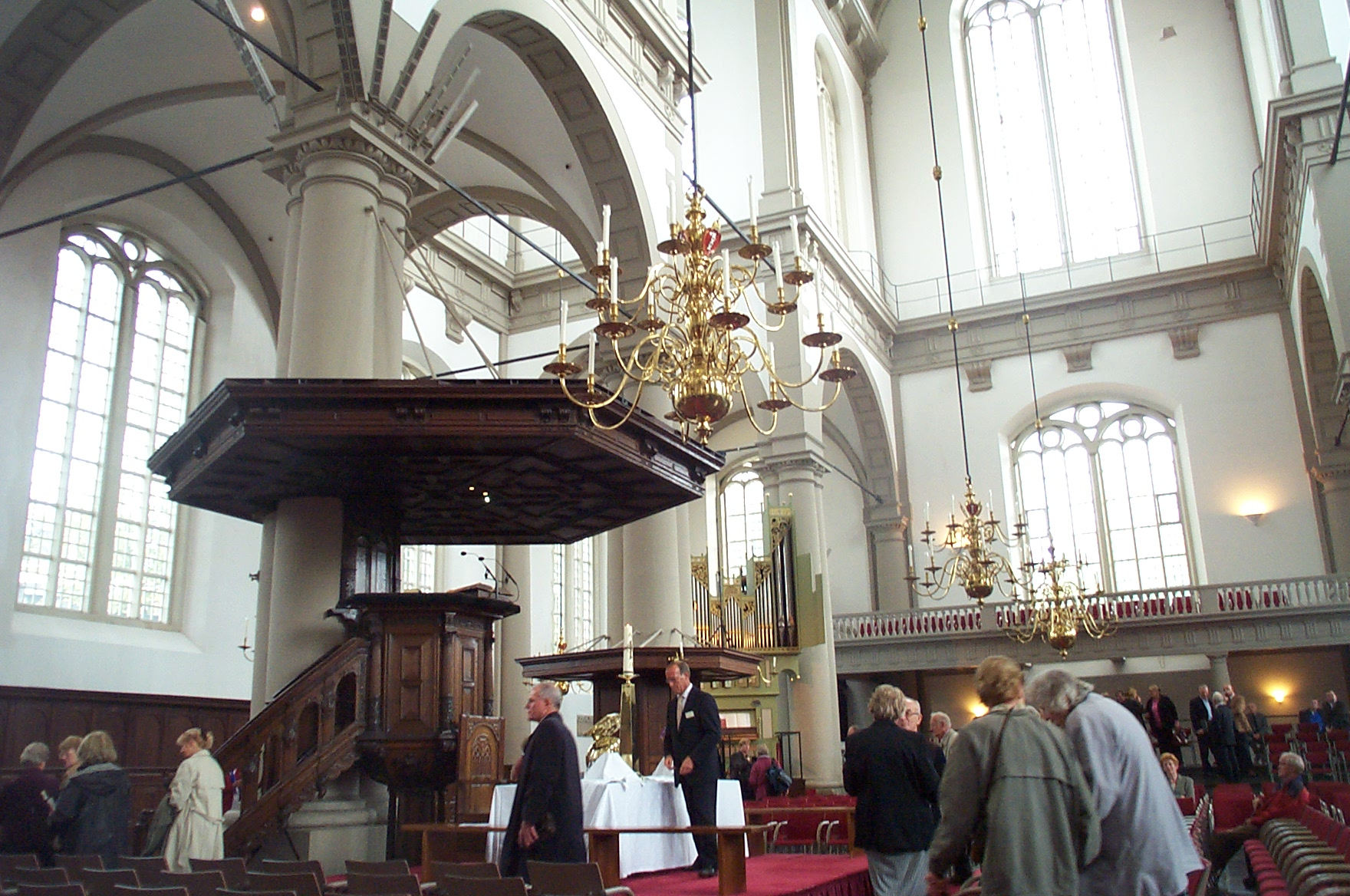
Igreja Protestante da Holanda em Amsterdã.

Por ser uma igreja unida, suas igrejas apresentam tanto a orientação calvinista quanto luterana.
A denominação permite a ordenação de mulheres e que suas igrejas abençoem uniões entre pessoas do mesmo sexo.

## Estatísticas
No fim de 2018, a denominação tinha 1.735.382 membros. Em dezembro de 2019, o número de membros caiu para 1.483.178 (705.078 membros professos/comungantes e 778.100 membros batizados e não professos/não comungantes)
Em de janeiro de 2024, a igreja declarou ter 1.430.000 membros.

## Relações intereclesiásticas
É membro do Conselho Mundial de Igrejas, Comunhão Mundial das Igrejas Reformadas e da Federação Luterana Mundial.